# القوات المسلحة الفرنسية
القوات المسلحة الفرنسية (بالفرنسية: Forces armées françaises)، هي القوات العسكرية لللجمهورية الفرنسية،، تشمل أربع أفرع هي الجيش الفرنسي والقوات البحرية والقوات الجوية والفضائية والحرس الوطني وقوات الدرك، ويخدم الحرس الوطني كقوة احتياطية عسكرية للقوات المسلحة الفرنسية، وبحسب دستور فرنسا يرأس الرئيس الفرنسي القوات المسلحة بصفته القائد الأعلى للقوات المسلحة.
اعتبارًا من عام 2021، بلغ إجمالي الأفراد النشطين في القوات المسلحة الفرنسية 270.000. بينما يبلغ عدد أفراد الاحتياط 63.700 (بما في ذلك الدرك الوطني)، بإجمالي 333.000 فرد (باستثناء الأفراد النشطين في الدرك الوطني). بما في ذلك الأفراد النشطين في الدرك الوطني، يبلغ إجمالي القوى العاملة في جميع القوات المسلحة الفرنسية مجتمعة 435000 فرد. وتمتلك فرنسا سادس أكبر ميزانية دفاعية في العالم والأولى في الاتحاد الأوروبي، ولديها أكبر القوات المسلحة حجماً في الاتحاد الأوروبي. وفقاً لتقرير كريدي سويس لعام 2015، تُصنّف القوات المسلحة الفرنسية على أنها سادس أقوى جيش في العالم.

## تاريخها
يضم التاريخ العسكري لفرنسا نطاق هائل من النزاعات والصراعات التي تمتد لأكثر من 2000 عام عبر مناطق بما في ذلك فرنسا الحديثة وأوروبا الكبرى والممتلكات الإقليمية الفرنسية فيما وراء البحار. وفقاً للمؤرخ البريطاني نيال فيرغسون، شارك الفرنسيون في 50 من أصل 125 حرباً أوروبية كبرى اندلعت منذ 1495؛ أكثر من أي دولة أوروبية أخرى. يليهم النمساويون الذين قاتلوا في 47 منها والإسبان في 44 والإنجليز (ولاحقاً البريطانيون) الذين شاركوا في 43. بالإضافة إلى ذلك، من بين جميع النزاعات المسجلة التي حدثت منذ 387 ق.م، خاضت فرنسا 168 منها، انتصرت في 109، خسرت 49 وتعادلت في 10؛ مما جعل فرنسا أكثر قوة عسكرية نجاحاً في تاريخ أوروبا.
امتدّ الصراع الغالي-الروماني من 60 ق.م إلى 50 ق.م، بخروج الرومان منتصرين عندما غزا يوليوس قيصر بلاد الغال. بعد انهيار الإمبراطورية الرومانية، سيطرت قبيلة جرمانية تعرف باسم الفرنجة على بلاد الغال بعدما غلبت القبائل المتصارعة. شهدت «أرض فرنجيا»، التي اشتقت منها فرنسا اسمها، درجات توسع عالية تحت حكم الملكين كلوفيس الأول وشارلمان. خلال العصور الوسطى، أدى التناحر مع إنجلترا والإمبراطورية الرومانية المقدسة إلى صراعات كبرى مثل الغزو النورماني وحرب المائة عام. بوجود نظام ملكي أكثر مركزية وأول جيش نظامي منذ العصر الروماني واستخدامها المدفعية، طردت فرنسا الإنجليز من أراضيها وخرجت من العصور الوسطى كأقوى دولة في أوروبا، إلا أنها فقدت هذا الوضع لصالح إسبانيا بعد الهزيمة في الحروب الإيطالية. أصابت الحروب الدينية فرنسا بالشلل في أواخر القرن السادس عشر، لكن الانتصار الكبير على إسبانيا في حرب الثلاثين عاماً جعلها أقوى دولة في القارة مرة أخرى. وفي نفس الوقت، شيدّت فرنسا إمبراطوريتها الاستعمارية الأولى في آسيا وإفريقيا والأمريكتين. في عهد لويس الرابع عشر، حققت فرنسا تفوقاً عسكرياً على منافسيها، لكن تصاعد الصراعات ضد تحالفات العدو القوية المتزايدة كبح الطموحات الفرنسية وخلفّ المملكة مفلسة في بداية القرن الثامن عشر.

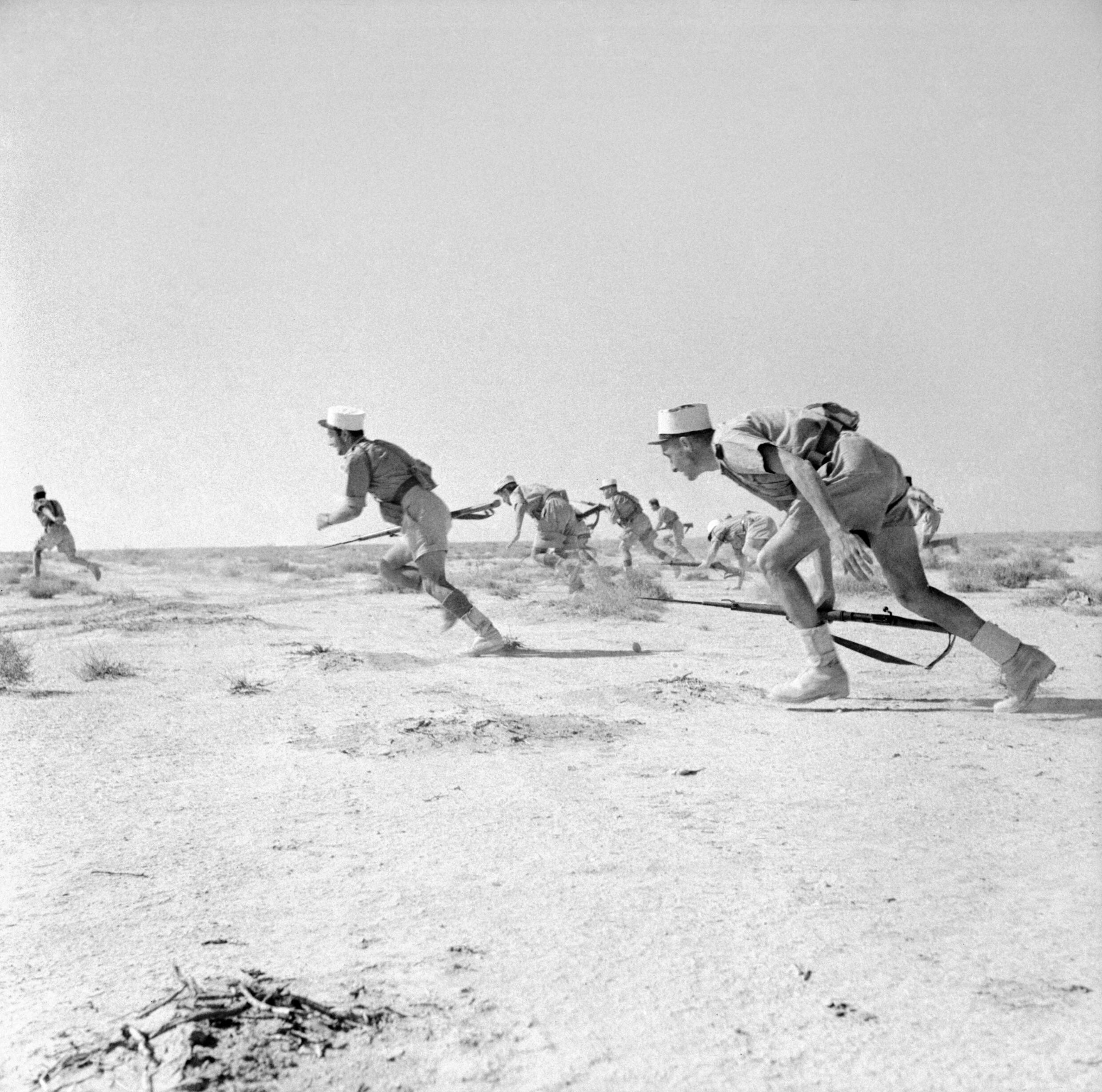
قوات الفيلق الأجنبي التابعة لفرنسا الحرة خلال معركة بير حكيم (1942)

نجحت الجيوش الفرنسية المتنامية في تحقيق انتصارات خلال صراعات الأسر الحاكمة، ضد التيجان الإسبانية والبولندية والنمساوية. في الوقت نفسه، كانت فرنسا تصد الهجمات على مستعمراتها. مع تقدم القرن الثامن عشر، أدت المنافسة العالمية مع بريطانيا العظمى إلى حرب السنوات السبع، حيث فقدت فرنسا ممتلكاتها في أمريكا الشمالية. جاء العزاء في شكل الهيمنة على أوروبا والحرب الثورية الأمريكية، حيث أدت المساعدات الفرنسية المكثفة في شكل أموال وأسلحة، إضافة إلى المشاركة المباشرة لجيشها وقواتها البحرية إلى استقلال أمريكا. أدت الاضطرابات السياسية الداخلية في النهاية إلى 23 عاماً من الصراع المستمر تقريباً خلال الحروب الثورية الفرنسية والحروب النابليونية. وصلت فرنسا إلى أوج قوتها خلال هذه الفترة وسيطرت على القارة الأوروبية بطريقة غير مسبوقة في عهد نابليون بونابرت ولكن بحلول 1815، عادت إلى حدود ما قبل الثورة. شَهَدّ ما تبقى من القرن التاسع عشر نمو الإمبراطورية الاستعمارية الفرنسية الثانية بالإضافة إلى التدخلات الفرنسية في بلجيكا وإسبانيا والمكسيك. كما خاضت حروب كبرى أخرى ضد روسيا في القرم والنمسا في إيطاليا وبروسيا داخل فرنسا نفسها.
بعد الهزيمة في الحرب الفرنسية البروسية، اندلع التنافس الفرنسي الألماني مرة أخرى في الحرب العالمية الأولى. انتصرت فرنسا وحلفاؤها هذه المرة. أدى الاضطراب الاجتماعي والسياسي والاقتصادي في أعقاب الصراع إلى الحرب العالمية الثانية، حيث انهزم الحلفاء في معركة فرنسا واستسلمت الحكومة الفرنسية واستُبدلّت بنظام استبدادي. انتصر الحلفاء، بما في ذلك حكومة قوات فرنسا الحرة في المنفى، لاحقاً خرجت الأمة الفرنسية المحررة في النهاية منتصرة على قوى المحور. نتيجة لذلك، ضمنت فرنسا منطقة احتلال في ألمانيا ومقعد دائم في مجلس الأمن التابع للأمم المتحدة. مهدت ضرورة تجنب صراع فرنسي ألماني ثالث بحجم حربين عالميتين الطريق أمام التكامل الأوروبي بدءاً من الخمسينيات. أصبحت فرنسا قوة نووية، ومنذ التسعينيات يُلاحظ أن عملها العسكري غالباً ما يجري بالتعاون مع الناتو وشركائه الأوروبيين.

## الموقف الدولي
وتستند العقيدة العسكرية الفرنسية على مفاهيم الاستقلال الوطني، والردع النووي والاكتفاء الذاتي. فرنسا عضو ميثاق منظمة حلف شمال الأطلسي، وعملت بنشاط مع حلفائها على التكيف مع حلف شمال الأطلسي—داخليا وخارجيا—إلى ما بعد الحرب الباردة البيئة. في ديسمبر 1995، أعلنت فرنسا أنها تعتزم زيادة مشاركتها في الجناح العسكري لحلف الناتو، بما في ذلك اللجنة العسكرية (فرنسا انسحبت من الهيئات العسكرية لحلف الناتو في عام 1966 في حين تبقى المشاركة الكاملة في المجالس السياسية للمنظمة). فرنسا لا تزال مؤيدا قويا للمنظمة الأمن والتعاون في أوروبا وغيرها من الجهود التعاونية. باريس استضافت مايو 1997 بين الناتو وروسيا قمة الذي يسعى للتوقيع على الوثيقة التأسيسية للعلاقات المتبادلة والتعاون والأمن.
خارج حلف شمال الأطلسي وفرنسا وشاركت بنشاط وبشكل كبير في كل من التحالف وجهود حفظ السلام من جانب واحد في أفريقيا، والشرق الأوسط، والبلقان، مع الأخذ في كثير من الأحيان بدور قيادي في هذه العمليات. وقد تعهدت فرنسا إعادة هيكلة كبرى لتطوير المهنية العسكرية التي ستكون أصغر حجما وأكثر الانتشار السريع، ومصممة على نحو أفضل لعمليات خارج البر الرئيسى فرنسا. العناصر الرئيسية لاعادة الهيكلة تشمل ما يلي : الحد من أفراد وقواعدها والمقر، وrationalistion المعدات وصناعة الأسلحة.
منذ نهاية الحرب الباردة، وفرنسا قد وضعت أولوية عالية للحد من التسلح وعدم الانتشار. التجارب النووية الفرنسية في المحيط الهادي، وإغراق السفينة رينبو واريور العلاقات الفرنسية المتوترة مع حلفائها، وجنوب المحيط الهادئ الدول (أي نيوزيلندا)، والرأي العام العالمي. وافقت فرنسا على عدم انتشار الأسلحة النووية معاهدة في عام 1992 وأيد التمديد لأجل غير مسمى في عام 1995. وبعد إجراء سلسلة من جدل النهائية ست تجارب نووية في موروروا في جنوب المحيط الهادئ، والفرنسية وقعت على معاهدة الحظر الشامل للتجارب في عام 1996. منذ ذلك الحين، وقد نفذت فرنسا وقفا على تصدير وإنتاج واستخدام الألغام المضادة للأفراد الألغام الأرضية وتدعم المفاوضات المؤدية نحو فرض حظر عالمي. الفرنسيين هم اللاعبين الرئيسيين في تكييف معاهدة القوات المسلحة التقليدية في أوروبا مع البيئة الاستراتيجية الجديدة.
فرنسا لا تزال شريكا نشطا في :- البرامج الرئيسية لتقييد نقل التكنولوجيات التي يمكن أن تؤدي إلى انتشار أسلحة الدمار الشامل :- مجموعة موردي المواد النووية، ومجموعة أستراليا (على الأسلحة الكيماوية والبيولوجية)، ونظام مراقبة تكنولوجيا الصواريخ. وقد وقعت فرنسا أيضا وصدقت على اتفاقية حظر الأسلحة الكيميائية.

### إصلاحات 2008
في 31 تموز 2007، أمر الرئيس الفرنسي نيكولا ساركوزي جان كلود مالي، وهو عضو في مجلس الدولة، ورئيس لجنة 35 عضوا المكلفة بمراجعة واسعة النطاق في الدفاع الفرنسية. أصدرت لجنة الكتاب الأبيض في مطلع عام 2008. بالوكالة على توصياتها، بدأ الرئيس ساركوزي إجراء تغييرات جذرية في السياسة الدفاعية الفرنسية والهياكل التي تبدأ في صيف عام 2008. تمشيا مع التغيرات ما بعد الحرب الباردة في السياسة الأوروبية وهياكل السلطة، سيتم إعادة توجيه تركيز الجيش الفرنسي التقليدي على الدفاع عن الأرض لمواجهة تحديات بيئة التهديد العالمي. في إطار إعادة التنظيم، وتحديد وتدمير الشبكات الإرهابية سواء في فرنسا وأفريقيا الناطقة بالفرنسية في أن تكون المهمة الأساسية للقوات المسلحة الفرنسية. سيتم إغلاق القواعد العسكرية الزائدة عن الحاجة ونظم أسلحة جديدة مشاريع وضعت على عقد لتمويل إعادة الهيكلة والانتشار العالمي للقوات التدخل. في التغيير التاريخي، وعلاوة على ذلك أعلن ساركوزي ان فرنسا «لن تشارك الآن بشكل كامل في حلف شمال الأطلسي» بعد أربعة عقود من الرئيس الفرنسي السابق الجنرال شارل ديغول انسحب من هيكل قيادة الحلف، وأمرت القوات الأميركية قبالة الأراضي الفرنسية.

### العمليات الأخيرة

Recent OPEX:

- عملية ليكورن in ساحل العاج (تحت ولاية الأمم المتحدة) 

- المساهمة في بعثة الأمم المتحدة لتحقيق الاستقرار في هايتي 

- قوات المساعدة الدولية لإرساء الأمن في أفغانستان في أفغانستان (تحت ولاية الأمم المتحدة) 

- المساهمة في قوة الأمم المتحدة المؤقتة في لبنان؛ عملية المنجنيق 

- التدخل العسكري في ليبيا؛ عملية هارماتان
يوجد حاليا 36000 جندي فرنسي ينتشرون في الأراضي الأجنبية—معروفة مثل هذه العمليات بأنها «النفقات التشغيلية» للExtérieures العمليات («العمليات الخارجية»).
جنبا إلى جنب مع الولايات المتحدة وبلدان أخرى، تقدم فرنسا قوات للمشاركة في قوة الأمم المتحدة المتمركزة في هايتي في أعقاب تمرد هايتي عام 2004. وارسلت فرنسا قوات، والقوات الخاصة بشكل خاص، إلى أفغانستان لمساعدة الولايات المتحدة وقوات حلف شمال الأطلسي محاربة ما تبقى من حركة طالبان وتنظيم القاعدة. في عملية ليكورن تتمركز فيها قوة قوامها ألف جندي قليلة الفرنسية في كوت ديفوار (ساحل العاج) في مهمة حفظ السلام للامم المتحدة. في البداية تم إرسال هذه القوات وفقا لأحكام اتفاق الحماية المتبادلة بين فرنسا وكوت ديفوار، ولكن المهمة قد تطورت منذ بدء العملية الحالية لحفظ السلام للامم المتحدة. وقد لعبت القوات المسلحة الفرنسية أيضا بدور قيادي في مهمة حفظ السلام الدولية المستمرة على طول الحدود بين لبنان وإسرائيل كجزء من اتفاق وقف إطلاق النار التي أتت حرب لبنان عام 2006 على نهايته. حاليا، لدى فرنسا 2000 من افراد الجيش المنتشرة على طول الحدود، بما في ذلك المشاة المدفعية والمدرعات والدفاع الجوي. هناك أيضا من أفراد البحرية والجوية المنتشرة في الخارج.
القوة الفرنسية المشتركة ومقر التدريب (L' الذي وقع لواء فرقة دي Interarmees آخرون Entrainment ديفوار) في القاعدة الجوية قرب 110 كريل يحافظ على قدرته على قيادة عملية متوسطة أو كبيرة الحجم الدولية، ويدير تدريبات.
في عام 2011، في الفترة من 19 مارس، وشاركت فرنسا، وتشارك حاليا في تنفيذ منطقة حظر الطيران فوق شمال ليبيا، خلال الحرب الأهلية الليبية 2011 من أجل منع القوات الموالية معمر القذافي من القيام بهجمات جوية على مكافحة القذافي القوات. كان يعرف هذه العملية بوصفها عملية Harmattan وكانت جزءا من مشاركة فرنسا في النزاع في التحالف بقيادة حلف شمال الأطلسي، وإنفاذ قرار مجلس الأمن رقم 1973.

## التنظيم
تقع القوات المسلحة الفرنسية تحت قيادة الأركان، وتشمل فروع الخدمة الخمسة، الجيش، والبحرية الوطنية، والقوات الجوية والفضائية، والدرك الوطني، والحرس الوطني، بالإضافة إلى خدمات الدعم والمنظمات المشتركة:
في فرنسا، القوات المسلحة تنقسم إلى أربعة فروع:

### الجيش الفرنسي(Armée de terre)
- القوات الخاصة الفرنسية
- الوحدات المحمولة جواً (Troupes aéroportées) AMX 56 لوكلير تانك من Armée دي تير
  - المشاة (Infanterie)
    - Chasseurs Alpins (جبل المشاة)

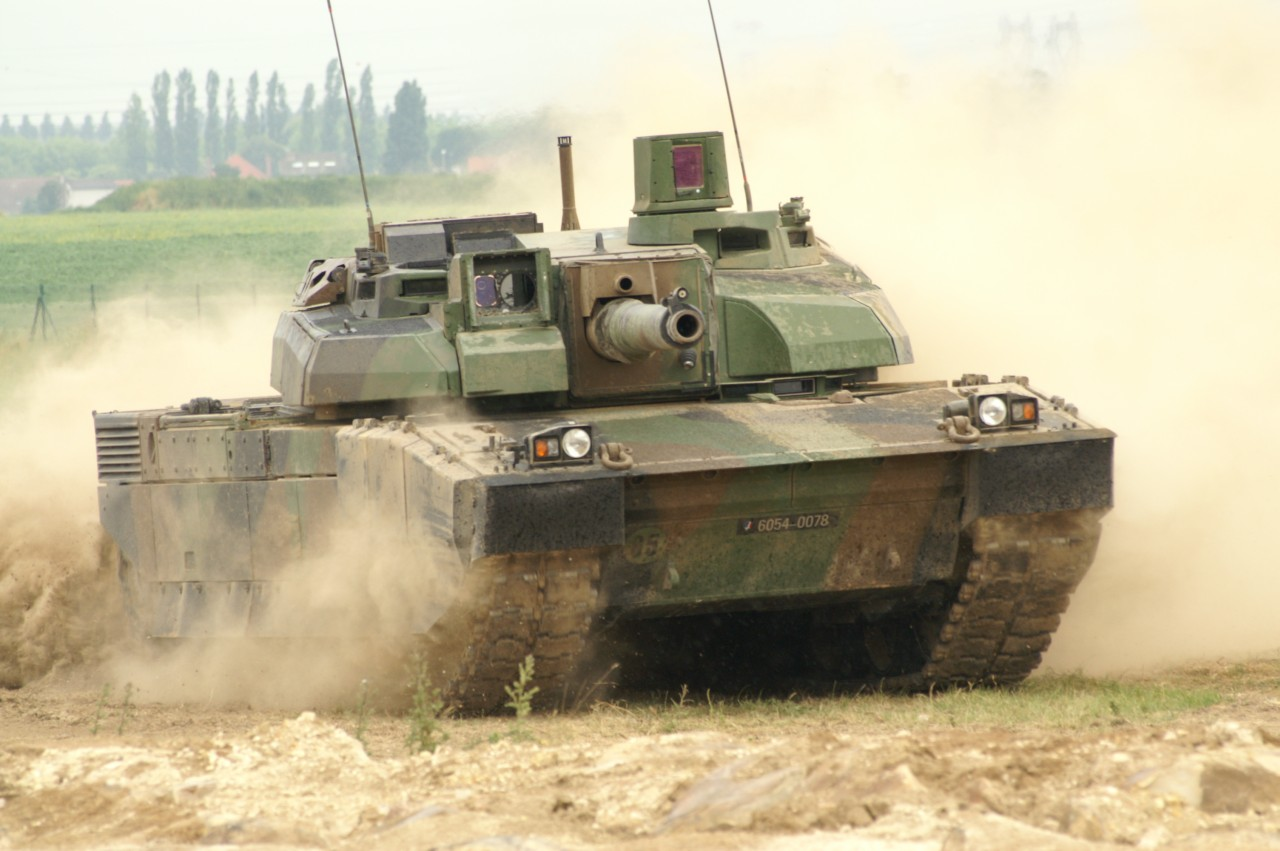
AMX 56 لوكلير تانك من Armée دي تير

  - الفرسان المدرع (Arme Blindée Cavalerie)
  - المدفعية (Artillerie)
  - الفيلق الأجنبي الفرنسي (Légion étrangère)
  - مشاة البحرية الفرنسية ('لا Coloniale') (المارينز بقوات) (المشاة والفرسان والمظليين والمدفعية)
  - جيش الطيران الخفيفة (Aviation légére de l'armée de terre , ALAT))
  - المهندسين (جني) * فرقة إطفاء باريس (Brigade des sapeurs-pompiers de Paris)
  - إشارات (الإرسال)
  - النقل والخدمات اللوجستية (تدريب)
  - التموين (العتاد)

### القوات البحرية(Marine nationale)
- وحدات المظلات في البحرية الفرنسية

مشاة البحرية وقوات الكوماندوز البحرية (الفيلق البحري)

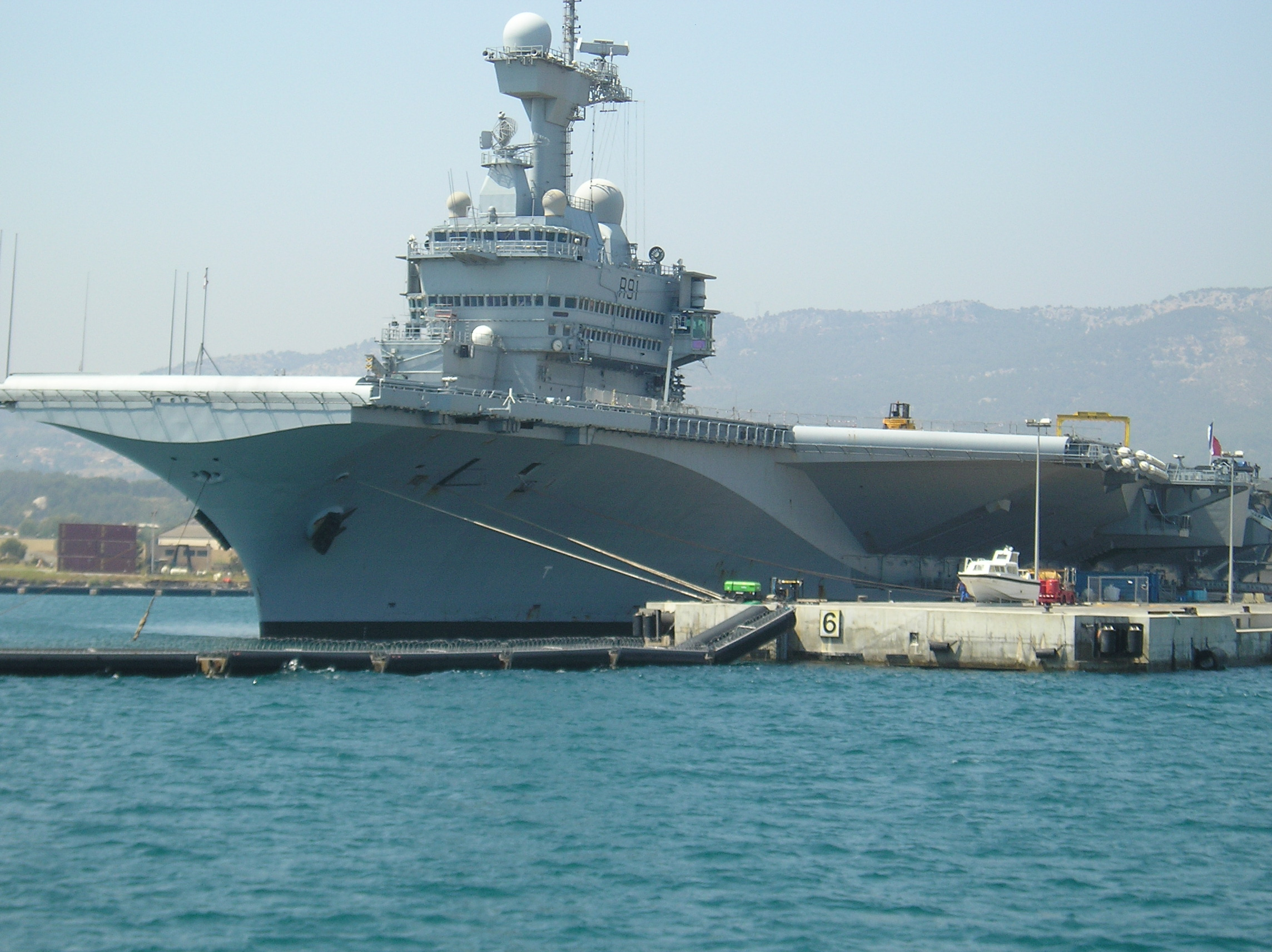
الجنرال ديغول، وحاملة الطائرات النووية البحرية الوطنية

- - الجوية البحرية داسو رافال Armée DE L' الهواء

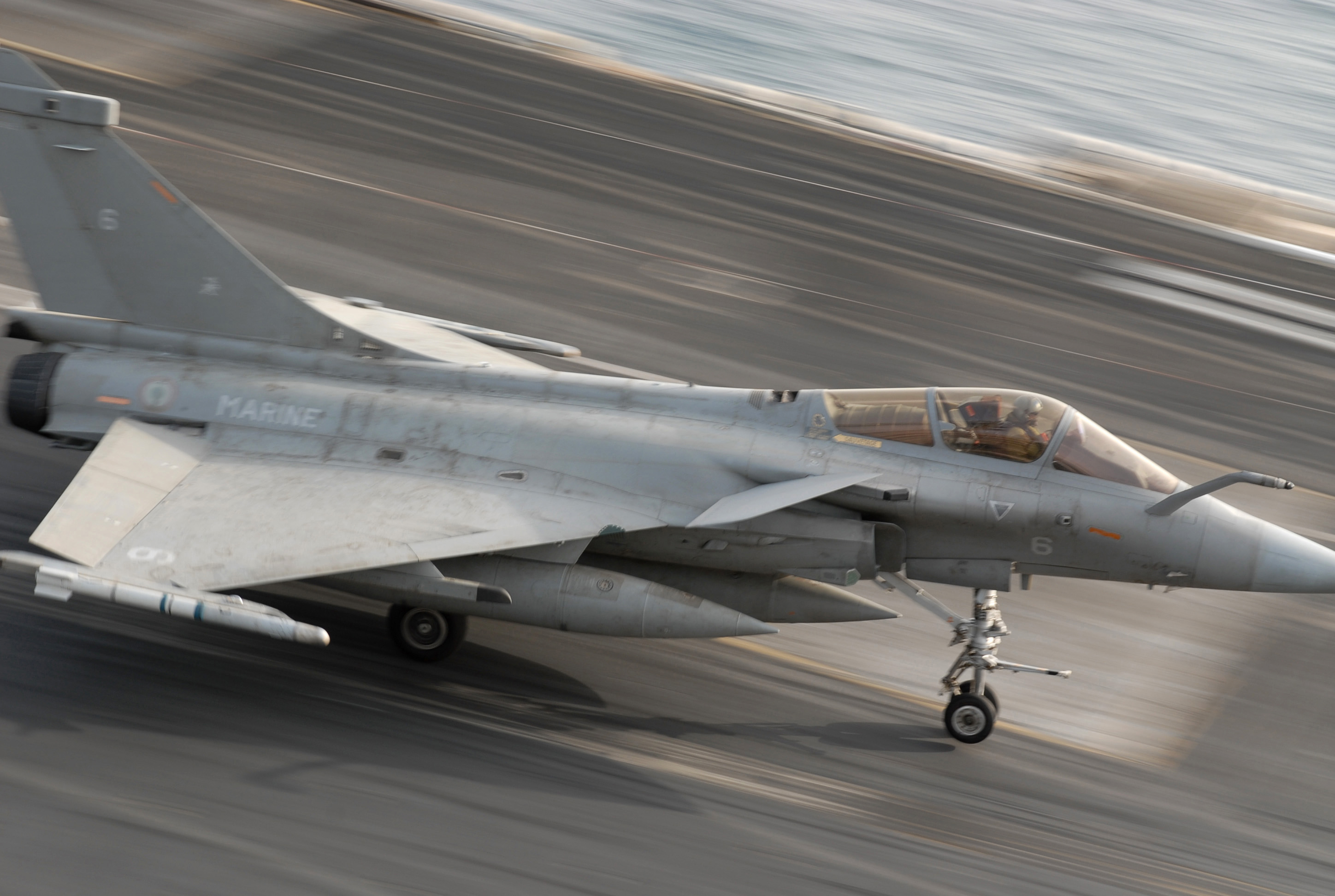
داسو رافال Armée DE L' الهواء

  - البندقانيون البحريون  [لغات أخرى]‏ (بحار الرماة) (القوات البرية البحرية) وكوماندوس البحرية بما في ذلك [الكتيبة مرسيليا [حريق البحرية]]
- سلاح الجو (Armée DE L' الجوية) بما في ذلك
  - الإقليمية الدفاع الجوي
  - الهواء fusilier ق (القوة البرية القوات الجوية)
  - الكوماندوس parachutiste DE L' الهواء (CPA 10 «القوة الخاصة»، CPA 20 "TACP" اتفاق السلام الشامل و30 «برنامج Resco») المتخصصة القوات البرية للقوات الجوية، واتفاق السلام الشامل فقط هو 10 من القوات الخاصة.
- الدرك (الدرك الوطني)، وهي قوة الشرطة العسكرية التي تعمل في معظم الأحيان باعتبارها قوة الشرطة في المناطق الريفية والغرض العام، بما في ذلك :
  - الدرك Départementale (GD) (الشرطة الإقليمية، والتحقيق الجنائي...)
  - الدرك المتنقلة (جنرال موتورز) (وحدات مكافحة الشغب ومكافحة الإرهاب مجموعة (القوات الخاصة الفرنسية) الشرطة الأجنبية، والمساعدة...)
  - غارد républicaine
  - الدرك قصر النقل Aériens (المطارات الأمن، ومراقبة حركة المرور...)
  - الدرك DE L' الجوية (سلاح الجو الأمني والجامعات :...)
  - الدرك البحري (حرس السواحل والبحرية الجامعات :...)

كما تشمل أيضا الخدمات التالية :
- SGA (انكلترا : الأمانة العامة DE L' الإدارة = الإدارة والبناء).
- جنرال اتجاه DE L' Armement (انكلترا : المديرية العامة السلاح) هي وكالة المشتريات الدفاعية الفرنسية (خدمة عسكرية مختلطة / المدنية) الذي يتضمن السابق أوغستان بيرام دو كندول. وتدير عددا من المدارس الهندسية : في مدرسة الفنون التطبيقية، المدرسة الوطنية العليا لتقنيات Avancées دي، المعهد العالي للملاحة الجوية والفضاء، وENSICA (المعهد العالي للملاحة الجوية والفضاء واندمجت ENSICA في عام 2007 لإنشاء ISAE) وإنستا بريتان  [لغات أخرى]‏ ؛
- الخدمات الصحية للجيوش (انكلترا : خدمة دي سانتي قصر المسلحة) تعمل على عدد من المستشفيات العسكرية.

خدمات الوقود * (المهندس : خدمة قصر خلاصات قصر المسلحة = خدمة وقود الجيش).

### الموظفين

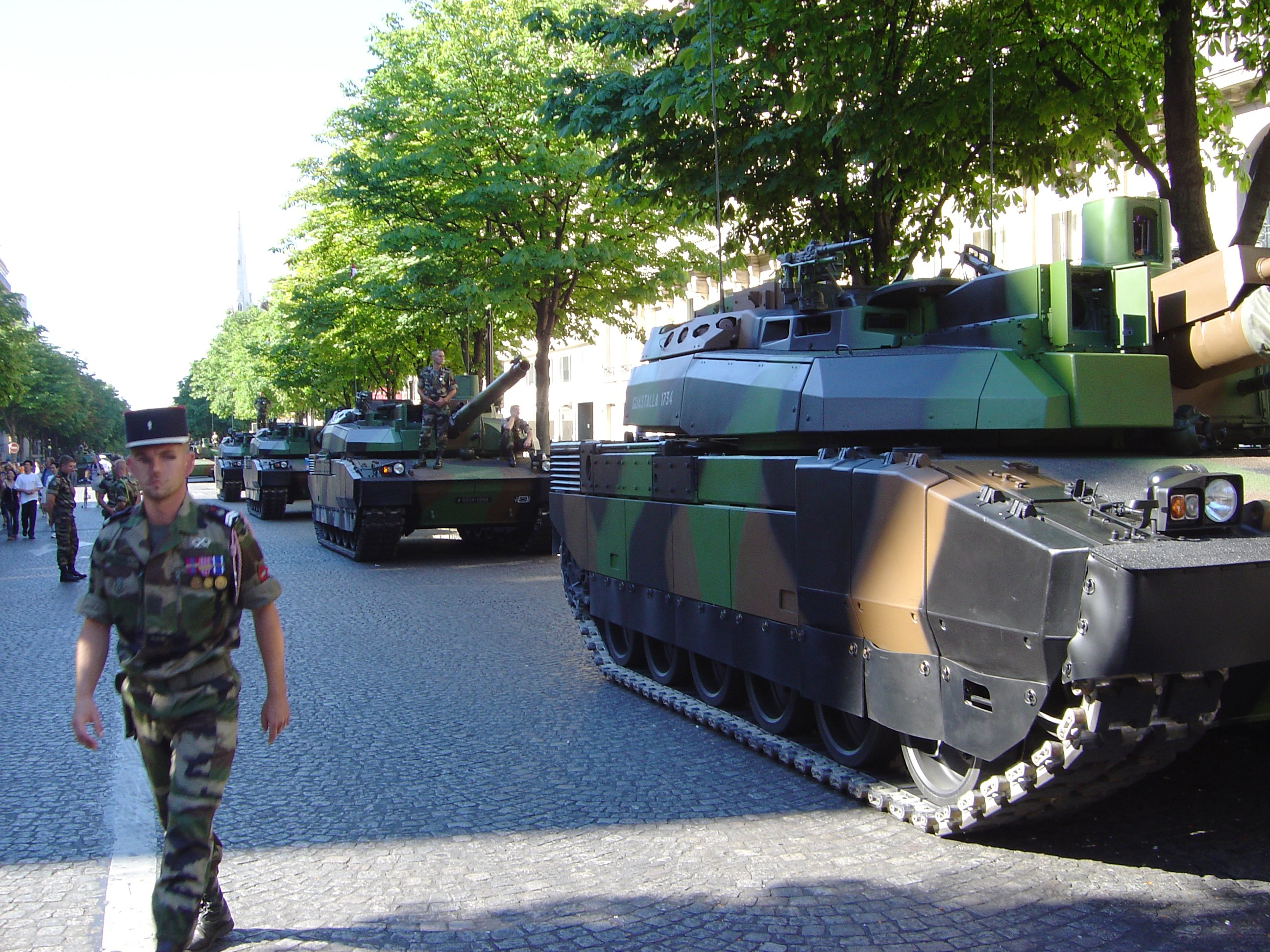
كل عام في يوم الباستيل، وقام بعرض عسكري كبير قبل رئيس الجمهورية.

مجموع عدد الأفراد العسكريين 357139، ومع ذلك، 105389 (2006) (2006)  تنتمي إلى الدرك الوطني، وبالتالي استخدامها في عمليات إنفاذ القانون اليومية داخل فرنسا (عناصر من الدرك، ولكن، موجودة في جميع العمليات الخارجية الفرنسية، وتوفير القوات المتخصصة إنفاذ القانون / الشرطة العسكرية). هذا يترك الجسم الرئيسي للقوات المسلحة الفرنسية مع ما مجموعه 219000 32750 احتياطي النظامي والمدنية، موزعة على النحو التالي ؛ 
- العادية القوات المسلحة الفرنسية :-

1. سلاح الجو الأساسيين 51500
2. القوة البحرية الأساسيين 37000
3. الجيش الفرنسي 123100 النظامي و7400 الفيلق الاجنبي

- احتياطيات المدنية للقوات المسلحة الفرنسية :-
- سلاح الجو 7400 الاحتياطيات المدنيين
- القوة البحرية 7000 الاحتياطيات المدنيين
- الجيش الفرنسي 18350 احتياطيات المدنيين

بالإضافة إلى القوات المسلحة الفرنسية قد تقريبا. 419000 الاحتياطيات.
تاريخيا، اعتمدت فرنسا إلى حد كبير على التجنيد لتوفير الأيدي العاملة لقواتها العسكرية، بالإضافة إلى أقلية من الجنود الحياة المهنية. في أعقاب الحرب الجزائرية، وانتهت استخدام غير المتطوعين المجندين في العمليات الخارجية، وإذا كان يسمى وحدتهم حتى للعمل في مناطق الحرب، وعرضت المجندين الاختيار بين طلب نقل إلى وحدة أخرى أو التطوع للبعثة نشطة. في عام 1996، أعلنت حكومة الرئيس جاك شيراك في نهاية عام 2001، والتجنيد، والتجنيد وانتهى رسميا. يجب أن الشباب لا يزال، مع ذلك، يسجل للتجنيد ممكن (وينبغي أن الحالة تستدعي ذلك). صدر مؤخرا] متى؟ التغيير هو أن النساء يجب أن تسجل الآن كذلك.

### المعدات
- بندقية هجومية المعيار هو FAMAS.
- المسدس هو معيار للPAMAS، نسخة من بيريتا 92 المنتجة بموجب ترخيص.
- Nexter يوفر المدرعات الثقيلة، بينما داسو للطيران هي مصدر للطائرات العسكرية.
- كما ويمتلك الجيش صواريخ نووية حيث تعد فرنسا واحدة من أكثر دول العالم صنع وامتلاك للصواريخ النووية

## مناورات تدريبية
تشارك القوات المسلحة الفرنسية بفروعها المختلفة في العديد من المناورات العسكرية التدريبية لرفع مستوى الإستعداد القتالي وكفاءة القوات ومنها :
- مناورات التمساح الجرئ
- مناورات الحافة البارزة
- مناورات الدرع الأخضر
- مناورات الريك
- مناورات الصداقة (تونس - فرنسا)
- مناورات المحارب المشترك
- مناورات النجم الساطع
- مناورات بالتوبس
- مناورات بيتش بلاك
- مناورات خليج
- مناورات فارونا
- مناورات فلينتلوك
- مناورات كليوباترا
- مناورات كنال
- مناورات لؤلؤة الغرب
- مناورات نمر

## وصلات خارجية
- Official site of the French Ministry of Defence
- French Military Strategy and NATO Reintegration - Council on Foreign Relations